# Matignon
Matignon är en kommun i departementet Côtes-d'Armor i regionen Bretagne i nordvästra Frankrike. Kommunen ligger i kantonen Matignon som tillhör arrondissementet Dinan. År 2022 hade Matignon 1 738 invånare.

## Befolkningsutveckling
Antalet invånare i kommunen Matignon
Referens:INSEE